# Arroyo Tres Cruces Grande
Der Arroyo Tres Cruces Grande ist ein Fluss im Norden Uruguays.
Er entspringt auf dem Gebiet des Departamento Artigas in der Cuchilla Yacaré Cururú einige Kilometer südwestlich der Tres Cerros del Catalán und nördlich der Quelle des Arroyo Cuaró Chico. Von dort fließt er zunächst in nördliche, dann in nordwestliche Richtung. Er unterquert die Ruta 4 am Paso Tres Cruces Grande, trifft südöstlich von Javier de Viana auf seinen rechtsseitigen Nebenfluss Arroyo Tres Cruces Chico und passiert Javier de Viana südlich. Dabei wird er von der Ruta 30 am Paso Cortado gekreuzt. Nordwestlich Javier de Vianas münden sodann die beiden Nebenflüsse Arroyo Sarandí und Arroyo Guaviyú rechter Hand in ihn, während sich einige Kilometer flussabwärts in der Cuchilla Tres Cruces südsüdwestlich von Bernabé Rivera der linksseitige Zufluss Arroyo Pelado mit ihm vereint. Er mündet schließlich mehrere Kilometer flussabwärts von Paso Cacheura als linksseitiger Nebenfluss in den Río Cuareim.